# Davon Reed
Davon Malcolm Reed, né le 11 juin 1995 à Ewing Township dans le New Jersey, est un joueur américano-portoricain de basket-ball évoluant aux postes d'arrière et ailier.

## Biographie

### Carrière junior

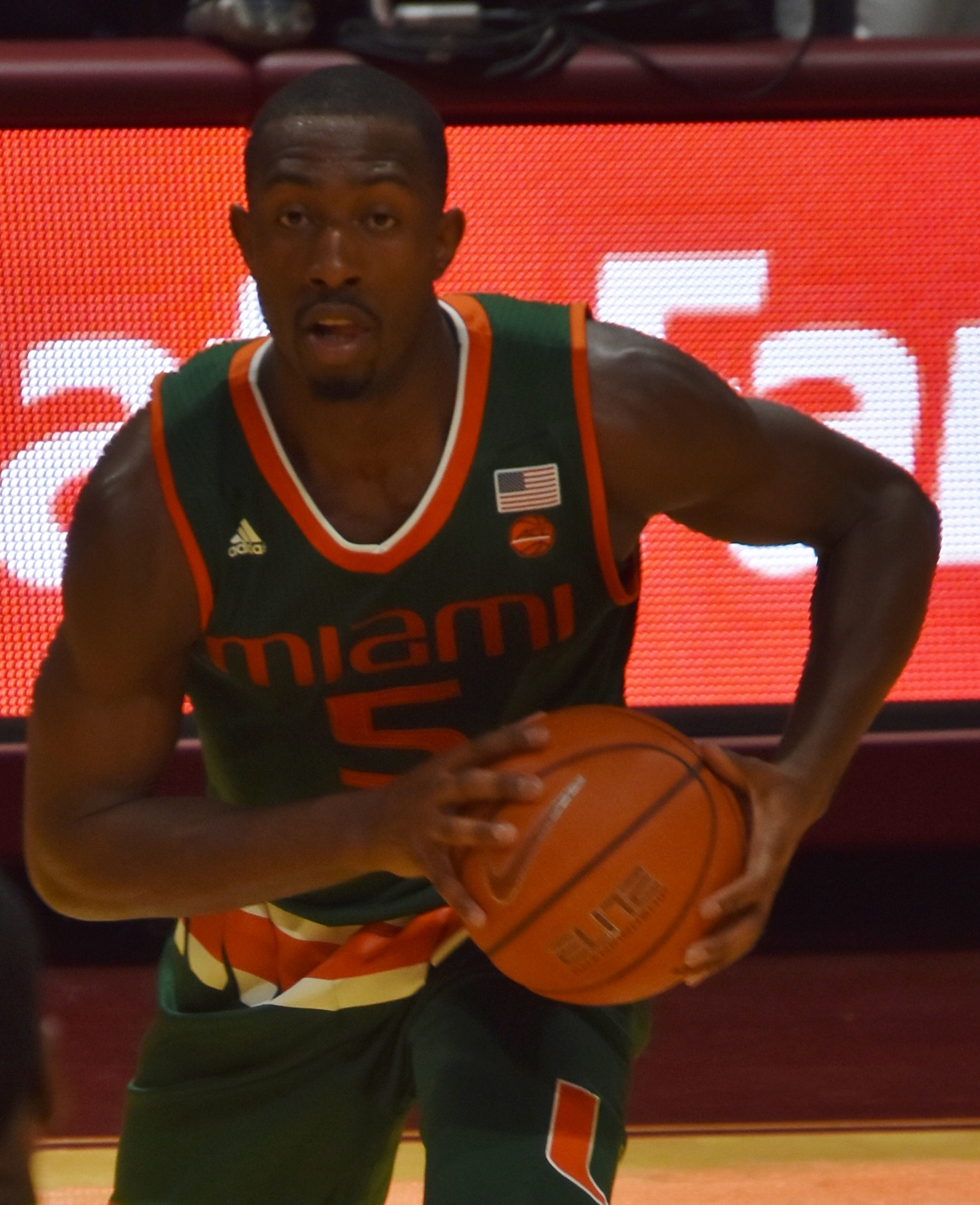
Davon Reed avec les Hurricanes

Davon Reed évolue au lycée pour l'équipe de Princeton Day School à Princeton dans le New Jersey. Il rejoint ensuite l'université de Miami et évolue pour les Hurricanes de Miami.
Il a obtenu en moyenne 10,3 points et 3,6 rebonds par match au cours de quatre saisons de jeu, ses meilleures moyennes étant de 14,9 points et 4,8 rebonds lors de sa dernière saison avec les Hurricanes de Miami. Reed s’est forgé une réputation de bon tireur capable de défendre dans toutes les positions. À l'issue de son année senior, il est nommé dans la 3e équipe All-Atlantic Coast Conference et dans l'équipe défensive All-Atlantic Coast Conference et a reçu le prix Skip Prosser pour les athlètes universitaires.

### Carrière professionnelle
Davon Reed est drafté lors de la draft 2017 de la NBA en 32e position par les Suns de Phoenix.

#### Suns de Phoenix (2017-2018)
Il a rejoint les rookies Josh Jackson et Alec Peters pour la NBA Summer League 2017 aux côtés des joueurs de Suns Dragan Bender, Marquese Chriss, Tyler Ulis et Derrick Jones Jr. Le 6 juillet 2017, il signe un contrat de quatre ans avec les Suns avec seulement la saison 2017-2018 de garantie. En août 2017, sa franchise annonce qu'il est blessé au ménisque du genou gauche et qu'il va être absent 4 à 6 mois. En décembre 2017, il est assigné en NBA Gatorade League avec les Suns de Northern Arizona. Il joue son premier match professionnel le 2 janvier 2018 face aux Vipers de Rio Grande Valley. Il est rappelé par les Suns le 21 janvier 2018 pour le match face aux Pacers de l'Indiana mais il ne joue aucune minutes avant d'être renvoyé en G-League le 22 janvier. Il revient six jours plus tard en NBA et joue ses premières minutes face aux Grizzlies de Memphis. Par la suite, jusqu'à la fin de la saison, il alternera entre NBA et G-League.
Il participe à la NBA Summer League 2018 avec le roster des Suns. Grâce à ses bonnes performances durant la Summer League, les Suns lui garantissent sa deuxième année de contrat pour la saison 2018-2019. Mais le 16 octobre 2018, il est coupé par les Suns et remplacé dans le roster par le vétéran Jamal Crawford.

#### Pacers de l'Indiana (2018-2019)
Le 19 octobre 2018, il signe un two-way contract avec les Pacers de l'Indiana et leur équipe de G-League affiliée des Mad Ants de Fort Wayne. Il joue l'essentiel de la saison 2018-2019 avec l'équipe de G-League.

#### Skyforce de Sioux Falls (2019-2020)
Le 4 septembre 2019, il signe avec le Heat de Miami. Après le training camp des Heat, il est envoyé chez les Skyforce de Sioux Falls, l'équipe G-League affiliée au Heat. Le 5 février 2020, il inscrit 29 points, prend 11 rebonds, fait 8 passes décisives et 3 interceptions lors de la victoire des siens face aux Wolves de l'Iowa. Reed a obtenu en moyenne 12,7 points, 6,6 rebonds et 3,8 passes décisives par match et rejoint un club très fermé de joueurs de G-League avec Tony Mitchell (2017-2018), DeAndre Liggins (2013-2014), DeSean Hadley (2004-2005), Jason Sasser (1997-1998), Ken Redfield (1990-1991) et Ralph Lewis (1989-1990) à avoir au moins inscrit 500 points, pris 250 rebonds et effectué 150 passes décisives en carrière.

#### Taoyuan Pilots (2020–2021)
En novembre 2020, il rejoint l'équipe des Taoyuan Pilots dans le championnat de Taïwan. En avril 2021, le club taïwanais accepte de libérer Davon Reed de son contrat afin qu'il puisse rentrer aux États-Unis pour se faire soigner de multiples blessures.

#### Gold de Grand Rapids (2021)
En août 2021, Davon Reed rejoint le roster des Nuggets de Denver pour la NBA Summer League 2021. Le 27 septembre 2021, il est invité au camp d'entraînement des Nuggets. Le 16 octobre 2021, trois jours avant la reprise de la saison, il est coupé par les Nuggets.
Le 27 octobre 2021, il est annoncé dans l'équipe des Gold de Grand Rapids, l'équipe G League affiliée aux Nuggets, pour leur camp d'entraînement.

#### Nuggets de Denver (2021-2023)
En décembre 2021, il s'engage en faveur des Nuggets de Denver via un contrat de 10 jours. Le 19 décembre 2021, il signe un second contrat de 10 jours. Le 31 décembre 2021, il signe un troisième contrat de 10 jours. Le 9 janvier 2022, il signe un two-way contract avec les Nuggets.
En juillet 2022, il s'engage pour deux nouvelles saisons avec les Nuggets,.

#### Lakers de Los Angeles (2023-avril 2023)
En février 2023, il est transféré aux Lakers de Los Angeles en échange de Thomas Bryant. Il est coupé le 9 avril 2023 après seulement 8 matchs joués et une moyenne de 1 point par match en environ 3 minutes de jeu par match.

#### BC Prometey (juillet-novembre 2023)
En juillet 2023, Davon Reed rejoint l'Europe et le club ukrainien du BC Prometey. Il quitte le club ukrainien fin novembre 2023 après 5 matchs disputés (deux en championnat et trois en EuroCoupe).

#### Hustle de Memphis (depuis décembre 2023)
Le 2 décembre 2023, il revient en G-League en rejoignant les Hustle de Memphis.

## Équipes successives
- 2013-2017 :  Hurricanes de Miami (NCAA)
- 2017-2018 :  Suns de Phoenix (NBA)
  - 2017-2018 :  Suns de Northern Arizona (G-League)
- 2018-2019 :  Pacers de l'Indiana (NBA)
  - 2018-2019 :  Mad Ants de Fort Wayne (G-League)
- 2019-2020 :  Skyforce de Sioux Falls (G-League)
- 2020-2021 :  Taoyuan Pilots (P. League +)
- 2021 :  Gold de Grand Rapids (G-League)
- 2021-février 2023 :  Nuggets de Denver (NBA)
- février-avril 2023 :  Lakers de Los Angeles (NBA)
- 2023 :  BC Prometey
- Depuis 2023 :  Hustle de Memphis (G-League)

## Statistiques

### En NBA

#### En saison régulière
| Année     | Equipes    | Matchs | Titul. | Min./m | % Tir | % 3pts | % LF | Rbds/m | Pass/m | Int/m | Ctr/m | Pts/m |
| --------- | ---------- | ------ | ------ | ------ | ----- | ------ | ---- | ------ | ------ | ----- | ----- | ----- |
| 2017-2018 | Phoenix    | 21     | 1      | 11,5   | 28,9  | 28,9   | 66,7 | 1,9    | 0,6    | 0,5   | 0,1   | 3,0   |
| 2018-2019 | Indiana    | 10     | 0      | 4,7    | 41,7  | 50,0   | 0    | 0,6    | 0,3    | 0,1   | 0     | 1,2   |
| 2021-2022 | Denver     | 48     | 5      | 13,9   | 50,3  | 43,0   | 66,7 | 2,3    | 1,1    | 0,5   | 0,2   | 4,4   |
| 2022-2023 | Denver     | 35     | 1      | 9,0    | 31,3  | 36,4   | 75,0 | 1,6    | 0,5    | 0,4   | 0,1   | 2,3   |
| 2022-2023 | L.A Lakers | 8      | 0      | 3,4    | 75,0  | 50,0   | 25,0 | 0,5    | 0,5    | 0,3   | 0     | 1,0   |
| Carrière  | Carrière   | 122    | 7      | 10,6   | 40,8  | 38,5   | 66,7 | 1,7    | 0,8    | 0,4   | 0,1   | 3,1   |

### En G-League
| Année     | Equipes          | Matchs | Titul. | Min./m | % Tir | % 3pts | % LF | Rbds/m | Pass/m | Int/m | Ctr/m | Pts/m |
| --------- | ---------------- | ------ | ------ | ------ | ----- | ------ | ---- | ------ | ------ | ----- | ----- | ----- |
| 2017-2018 | Northern Arizona | 12     | 8      | 25,3   | 31,6  | 26,8   | 79,1 | 4,7    | 2,8    | 0,7   | 0,8   | 10,3  |
| 2018-2019 | Fort Wayne       | 34     | 34     | 34,5   | 39,8  | 32,6   | 75,3 | 6,2    | 3,0    | 1,4   | 0,3   | 13,9  |
| 2019-2020 | Sioux Falls      | 40     | 40     | 33,5   | 38,3  | 33,7   | 87,2 | 6,5    | 3,7    | 0,9   | 0,5   | 12,7  |
| Carrière  | Carrière         | 86     | 82     | 32,7   | 38,2  | 32,7   | 79,1 | 6,1    | 3,3    | 1,0   | 0,4   | 12,8  |

### A l'université
| Année     | Equipes    | Matchs | Titul. | Min./m | % Tir | % 3pts | % LF | Rbds/m | Pass/m | Int/m | Ctr/m | Pts/m |
| --------- | ---------- | ------ | ------ | ------ | ----- | ------ | ---- | ------ | ------ | ----- | ----- | ----- |
| 2013-2014 | Hurricanes | 33     | 10     | 20,7   | 34,3  | 35,7   | 67,3 | 1,7    | 1,2    | 0,5   | 0,1   | 6,6   |
| 2014-2015 | Hurricanes | 30     | 21     | 27,5   | 47,0  | 45,7   | 72,7 | 4,0    | 1,9    | 0,9   | 0,4   | 8,2   |
| 2015-2016 | Hurricanes | 35     | 35     | 28,8   | 46,9  | 38,3   | 81,6 | 4,1    | 1,2    | 0,8   | 0,4   | 11,1  |
| 2016-2017 | Hurricanes | 33     | 33     | 35,3   | 43,3  | 39,7   | 83,3 | 4,8    | 2,4    | 1,3   | 0,5   | 14,9  |
| Carrière  | Carrière   | 131    | 99     | 28.1   | 43,0  | 39,5   | 77,9 | 3,6    | 1,6    | 0,9   | 0,4   | 10,3  |